# División de Honor femenina de balonmano
División de Honor femenina de balonmano (deutsch etwa: Handball-Ehrendivision der Frauen), nach dem Hauptsponsor auch Liga Guerreras Iberdrola, ist die höchste Liga im Frauen-Handball in Spanien. Die Liga trug zwischenzeitlich auch die Namen Primera División und Liga ABF. Veranstaltet wird der Wettbewerb von der Real Federación Española de Balonmano.

## Geschichte
Die erste Spielzeit in der Liga war die Saison 1952/1953, Meister in dieser Saison wurde Sección Femenina de Madrid. Nach drei Spielzeiten wurde der Spielbetrieb 1955 ausgesetzt. Ab 1960 wurde dann durchgehend bis heute wieder Handball in der Liga gespielt.
Bis 1983 hieß die Liga Primera División. Seit 1983 wird sie unter dem Namen División de Honor femenina ausgetragen. Sie war auch als Liga ABF (Liga A balonmano feminina, deutsch: Liga A im Frauenhandball) bekannt. Mit dem Einstieg des Unternehmens Iberdrola als Hauptsponsor im Jahr 2017 heißt die Liga auch Liga Guerreras Iberdrola („Guerreras“, Kriegerinnen, nennen sich auch die Spielerinnen der Nationalmannschaft).
Bis zur Spielzeit 2023/2024 waren jeweils zwölf Mannschaften in der Liga vertreten, die Teilnehmerzahl wurde zur Saison 2024/2025 auf 14 erhöht.

### Titelträger
| 1952/1953: Sección Femenina de Madrid (1. Titel)    |
| 1953/1954: Sección Femenina de Madrid (2. Titel)    |
| 1954/1955: Sección Femenina de Madrid (3. Titel)    |
| 1955–1960: nicht ausgetragen                        |
| 1960/1961: Sección Femenina de Barcelona (1. Titel) |
| 1961/1962: Sociedad Hípica La Coruña (1. Titel)     |
| 1962/1963: Medina Barcelona (1. Titel)              |
| 1963/1964: Picadero Jockey Club (1. Titel)          |
| 1964/1965: Picadero Jockey Club (2. Titel)          |
| 1965/1966: Picadero Jockey Club (3. Titel)          |
| 1966/1967: Picadero Jockey Club (4. Titel)          |
| 1967/1968: Medina Valencia (1. Titel)               |
| 1968/1969: Medina Valencia (2. Titel)               |
| 1969/1970: Picadero Jockey Club (5. Titel)          |
| 1970/1971: Atlético de Madrid (1. Titel)            |
| 1971/1972: Atlético de Madrid (2. Titel)            |
| 1972/1973: Medina Guipúzcoa (1. Titel)              |
| 1973/1974: Medina Valencia (3. Titel)               |
| 1974/1975: Medina Guipúzcoa (2. Titel)              |
| 1975/1976: Atlético de Madrid (3. Titel)            |
| 1976/1977: Atlético de Madrid (4. Titel)            |
| 1977/1978: Atlético de Madrid (5. Titel)            |
| 1978/1979: Medina-Íber Valencia (4. Titel)          |
| 1979/1980: Medina-Íber Valencia (5. Titel)          |

| 1980/1981: CBM Íber Valencia (6. Titel)                   |
| 1981/1982: CBM Íber Valencia (7. Titel)                   |
| 1982/1983: CBM Íber Valencia (8. Titel)                   |
| 1983/1984: CBM Íber Valencia (9. Titel)                   |
| 1984/1985: CBM Íber Valencia (10. Titel)                  |
| 1985/1986: CBM Íber Valencia (11. Titel)                  |
| 1986/1987: CBM Íber Valencia (12. Titel)                  |
| 1987/1988: CBM Íber Valencia (13. Titel)                  |
| 1988/1989: CBM Íber Valencia (14. Titel)                  |
| 1989/1990: CBM Íber Valencia (15. Titel)                  |
| 1990/1991: CBM Íber Valencia (16. Titel)                  |
| 1991/1992: CBM Íber Valencia (17. Titel)                  |
| 1992/1993: CBM Valencia (18. Titel)                       |
| 1993/1994: CBM Valencia (19. Titel)                       |
| 1994/1995: CBM Mar Valencia-El Osito L'Eliana (20. Titel) |
| 1995/1996: CBM Mar Valencia-El Osito L'Eliana (21. Titel) |
| 1996/1997: CBM Mar Valencia-El Osito L'Eliana (21. Titel) |
| 1997/1998: CBM Mar Valencia-El Osito L'Eliana (23. Titel) |
| 1998/1999: CBM Elda-Alsa Elda Prestigio (1. Titel)        |
| 1999/2000: CBM Mar Valencia-El Osito L'Eliana (24. Titel) |
| 2000/2001: CBM Mar Valencia-El Osito L'Eliana (25. Titel) |
| 2001/2002: CBM Mar Valencia-El Osito L'Eliana (26. Titel) |
| 2002/2003: CBM Elda-Alsa Elda Prestigio (2. Titel)        |
| 2003/2004: CBM Elda-Alsa Elda Prestigio (3. Titel)        |

| 2004/2005: Astroc Sagunto-Mar Valencia (27. Titel) |
| 2005/2006: Cementos La Unión Ribarroja (1. Titel)  |
| 2006/2007: Cementos La Unión Ribarroja (2. Titel)  |
| 2007/2008: CBM Orsan Elda Prestigio (4. Titel)     |
| 2008/2009: SD Itxako (1. Titel)                    |
| 2009/2010: SD Itxako (2. Titel)                    |
| 2010/2011: SD Itxako (3. Titel)                    |
| 2011/2012: SD Itxako (4. Titel)                    |
| 2012/2013: Balonmano Bera Bera (1. Titel)          |
| 2013/2014: Balonmano Bera Bera (2. Titel)          |
| 2014/2015: Balonmano Bera Bera (3. Titel)          |
| 2015/2016: Balonmano Bera Bera (4. Titel)          |
| 2016/2017: CBM Atlético Guardés (1. Titel)         |
| 2017/2018: Balonmano Bera Bera (5. Titel)          |
| 2018/2019: Rocasa Gran Canaria (1. Titel)          |
| 2019/2020: Balonmano Bera Bera (6. Titel)          |
| 2020/2021: Balonmano Bera Bera (7. Titel)          |
| 2021/2022: Balonmano Bera Bera (8. Titel)          |
| 2022/2023: Costa del Sol Málaga (1. Titel)         |
| 2023/2024: Balonmano Bera Bera (9. Titel)          |
| 2024/2025: Balonmano Bera Bera (10. Titel)         |

### Titelträger nach Häufigkeit
| Anzahl | Verein                        | Ort                    | Autonome Gemeinschaft | erster Titel | letzter Titel | Ligazugehörigkeit aktuell (2023) |
| ------ | ----------------------------- | ---------------------- | --------------------- | ------------ | ------------- | -------------------------------- |
| 27     | BM Mar Sagunto                | Valencia bzw. Sagunt   | Valencia              | 1968         | 2005          | aufgelöst (2013)                 |
| 10     | Super Amara Bera Bera         | Donostia-San Sebastián | Baskenland            | 2013         | 2025          | División de Honor                |
| 05     | Picadero Jockey Club          | Barcelona              | Katalonien            | 1964         | 1970          | aufgelöst (1989)                 |
| 05     | Atlético de Madrid            | Madrid                 | Madrid                | 1971         | 1978          | zurückgezogen (1994)             |
| 04     | Elda Prestigo                 | Elda                   | Valencia              | 1999         | 2008          | División de Honor                |
| 04     | SD Itxako                     | Estella-Lizarra        | Navarra               | 2009         | 2012          | aufgelöst (2013)                 |
| 03     | Sección Femenina de Madrid    | Madrid                 | Madrid                | 1953         | 1955          | aufgelöst (1977)                 |
| 02     | Medina de Gipuzkoa            | Gipuzkoa               | Baskenland            | 1973         | 1975          | aufgelöst                        |
| 02     | Cementos La Unión Ribarroja   | Riba-roja de Túria     | Valencia              | 2006         | 2007          | aufgelöst (2009)                 |
| 01     | Sección Femenina de Barcelona | Barcelona              | Katalonien            | 1961         | 1961          | aufgelöst (1977)                 |
| 01     | Sociedad Hípica La Coruña     | A Coruña               | Galicien              | 1962         | 1962          | zurückgezogen                    |
| 01     | Medina Barcelona              | Barcelona              | Katalonien            | 1963         | 1963          | aufgelöst                        |
| 01     | Mecalia Atl. Guardes          | A Guarda               | Galicien              | 2017         | 2017          | División de Honor                |
| 01     | Rocasa Gran Canaria           | Telde                  | Kanarische Inseln     | 2019         | 2019          | División de Honor                |
| 01     | Costa del Sol Málaga          | Málaga                 | Andalusien            | 2023         | 2023          | División de Honor                |

## Auszeichnungen
Seit dem Jahr 2017 wird wöchentlich eine Spielerin als Guerrera Iberdrola de la Jornada ausgezeichnet; damit wurde die vorherige Auszeichnung MVP de la Afición abgelöst.

## Live-Übertragungen
Mit dem Einstieg von Hauptspornsor Iberdrola war auch eine garantierte Live-Übertragung der Spiele auf dem Kanal Teledeporte verbunden.

## Supercup
Das Meisterteam spielt gegen den Sieger der Copa de la Reina um die Supercopa de España.

## Unterbau
Unterhalb der ersten Liga ist die División de Honor Oro angesiedelt, darunter die División de Honor Plata.
Bis zur Saison 2021/2022 war die División de Honor Plata als zweite Liga, unterhalb der División de Honor, angesiedelt. Mit der Spielzeit 2022/2023 wurde die División de Honor Plata zur dritten Liga herabgestuft und die División de Honor Oro eingeführt.